# Raynald Denoueix
Raynald Denoueix es un exfutbolista y entrenador francés, nacido el 14 de mayo de 1948 en Rouen.

## Biografía
Fue un defensa que hizo su carrera entera en FC Nantes, Raynald Denoueix comenzó su carrera como entrenador en el US Getigne, para regresar a Nantes al ser nombrado como entrenador Jean-Claude Suaudeau. Denoueix en 1982 consiguió ser el jefe del centro de formación de jóvenes jugadores, que bajo su dirección, algunos jugadores de gran futuro llegaron a ser la estrelas de Francia como Marcel Desailly, Didier Deschamps, y más tarde la generación de Christian Karembeu y Claude Makélélé.
Tras la repentina salida de Jean-Claude Suaudeau pocos días antes del comienzo de la temporada 1997-1998, se convirtió en el primer entrenador. Tras unos resultados normales consiguió ganar dos veces consecutivas la Copa de Francia, y sobre todo el campeonato de Liga de 2001, mientras que siguió fiel a la tradición de un juego bonito para el público de Nantes. Pero unos meses después del campeonato, y a pesar de una brillante campaña en la Liga de Campeones 2001-02, fue destituido debido a una serie de malos resultados en la liga.
En 2002, firmó por el club español de la Real Sociedad. En su primera temporada (2002-03) en España, Denoueix estuvo muy cerca de la hazaña: la Real Sociedad compitió con éxito durante toda la temporada con el Real Madrid, y no cedió el liderato de la Liga hasta una de las últimas jornadas. Pero su segunda temporada en España fue más delicada: el equipo hacía malabarismos entre la Liga y la Liga de Campeones 2003-04 y Denoueix fue despedido tras la temporada 2003-2004, donde el equipo terminó 15º y fue eliminado en octavos de final de la Champions.
Actualmente se encuentra sin equipo, pero Raynald Denoueix trabaja como consultor de Canal+, comentando lo ocurrido en la liga española en el programa del lunes con los especialistas de Canal+ Sport.

## Carrera como jugador
- 1966-1979: FC Nantes.

## Carrera como entrenador
- US Getigne.
- 1982-1997: FC Nantes (centro de formación).
- 1997-2001: FC Nantes.
- 2002-2004: Real Sociedad.

## Palmarés como jugador
- Ligue 1 (2): en 1973 y 1977 con el FC Nantes.

## Palmarés como entrenador
- Ganador de la Copa de Francia (2): en 1999 y 2000 con el FC Nantes.
- Ligue 1 en 2001 con el FC Nantes.
- Subcampeón de España en 2003 con la Real Sociedad.

## Palmarés personal
- Premio Don Balón el mejor entrenador de la Liga: 2003.